# جيمس كيلهير
جيمس كيلهير هو محامي وسياسي كندي، ولد في 2 أكتوبر 1930 في سو ساينت ماري في كندا، وتوفي في 1 يونيو 2013 في تورونتو في كندا. نشط حزبياً في الحزب الكندي التقدمي المحافظ. وقد انتخب عضو مجلس الشيوخ الكندي ‏ وانتخب عضو مجلس العموم الكندي.